# Еспіносо-дель-Рей
Еспіносо-дель-Рей (ісп. Espinoso del Rey) — муніципалітет в Іспанії, у складі автономної спільноти Кастилія-Ла-Манча, у провінції Толедо. Населення — 579 осіб (2010).
Муніципалітет розташований на відстані близько 120 км на південний захід від Мадрида, 70 км на захід від Толедо.

## Демографія
Динаміка населення (INE ):

## Галерея зображень

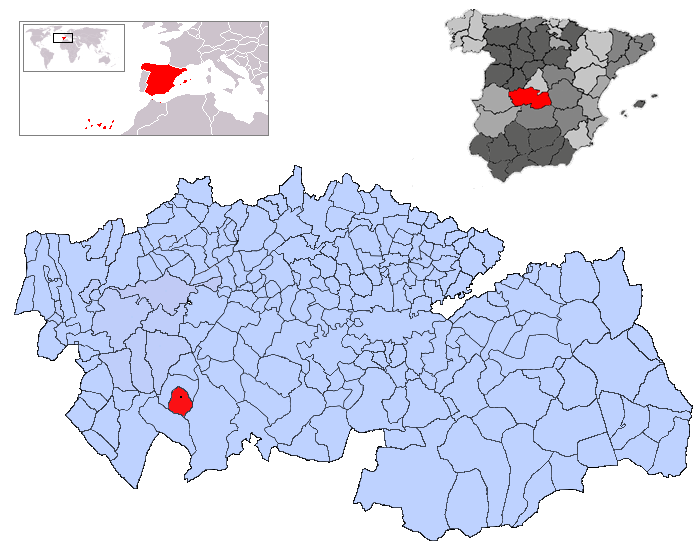
Розташування муніципалітету у провінції Толедо